# Thomas Cranmer

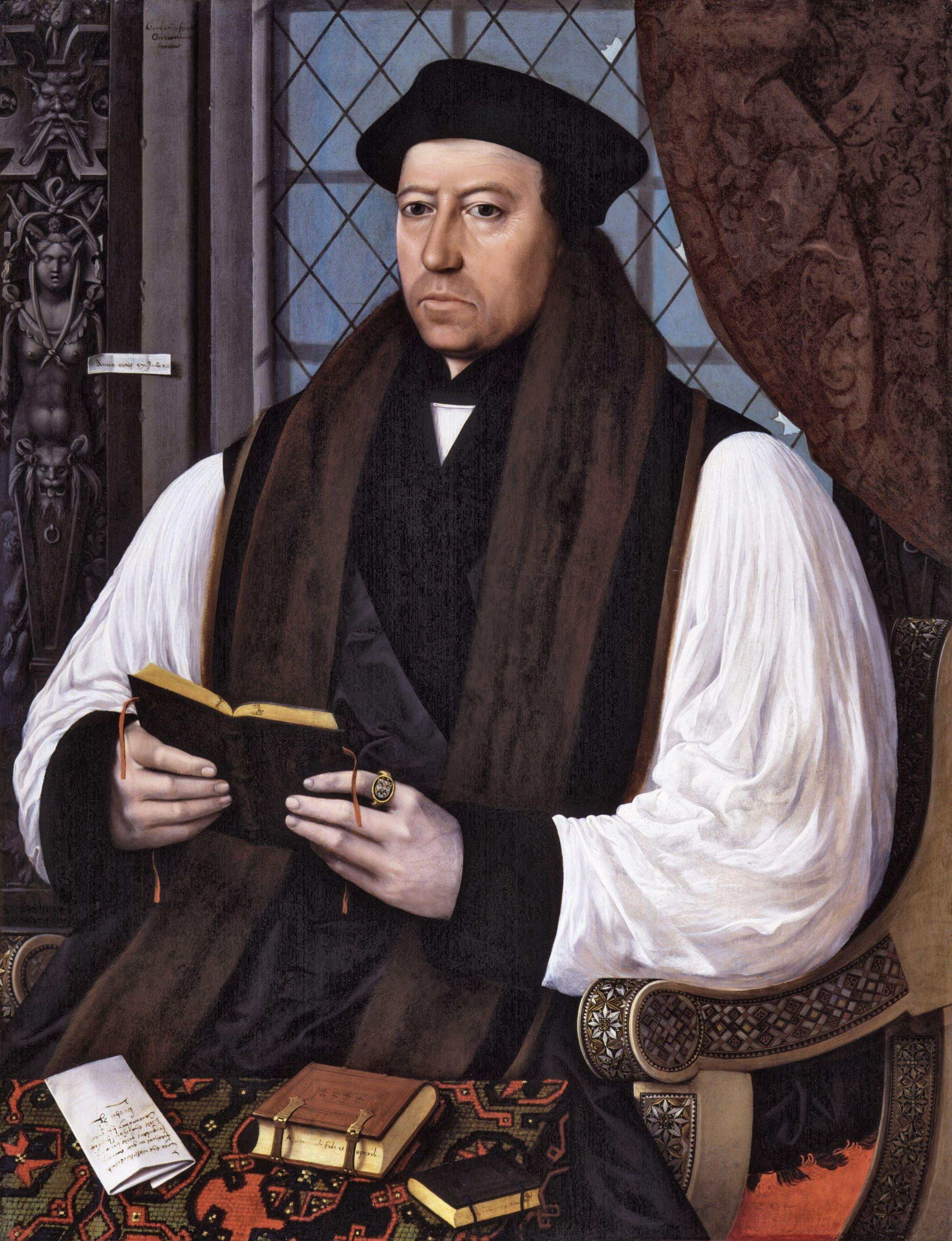
Portretul lui Thomas Cranmer de Gerlach Flicke, 1545

Thomas Cranmer (2 iulie 1489 - 21 martie 1556) a fost arhiepiscop de Canterbury în timpul domniilor regilor Angliei Henric al VIII-lea și Eduard al VI-lea. Lui se pare că i se datorează scrierea și compilarea primelor două Cărți de rugăciune obștească, care au stabilit structura de bază a liturghiei anglicane pentru secole și au influențat limba engleză prin expresiile și citatele din ele. El a fost unul din primii martiri anglicani, ars pe rug în 1556 pentru erezie. Este comemorat de Biserica Anglicană pe 21 martie.

## Tinerețea (1489-1533)
Cranmer s-a născut în 1489 în Aslacton, acum Aslockton, lângă Nottingham. Părinții săi, Thomas și Agnes (Hatfield) Cranmer, proveneau din partea de jos a nobilimii și posedau, la moarte, doar atât pământ și avere cât să-și susțină fiul cel mai în vârstă. Din cauza acestei lipse de pământ, Thomas, care avea aptitudini pentru învățătură, și fratele său mai mic au îmbrățișat o carieră ecleziastică.
În 1510 Cranmer a devenit membru al Colegiului Jesus, Cambridge. În 1515, pe când era încă la Cambridge, s-a căsătorit cu Joan, nepoata proprietăresei Tavernei Delfinul din apropiere; aceasta a dus la excluderea sa din colegiu, pe temeiul regulii că membrii acestuia trebuiau să rămână celibatari. În 1519 soția sa a murit la nașterea unui copil, fapt care i-a îngăduit să fie reprimit în colegiu. Era cunoscut ca un student dedicat și i s-a observat interesul pentru filozofia neortodoxă. A devenit doctor în teologie în 1523.
Ciuma l-a silit pe Cranmer să plece din Cambridge în Essex. Aici a intrat în atenția lui Henric al VIII-lea, care stătea în apropiere. Regele și consilierii săi au găsit în Cranmer un disponibil avocat al mult-doritului de Henric divorț de Caterina de Aragon, iar Cranmer s-a implicat în cauză ca cercetător. El și Foxe au compilat Collectanea Satis Copiosa (Culegerea suficient de numeroasă) în 1530, cuprinzând precedente istorice și legale de cazuri ca acela al lui Henric, permițându-i regelui să construiască o pledoarie academică pentru ruptura de Biserica Romei. Cranmer a fost trimis ca parte a ambasadei la Roma în 1530 și în 1532 a devenit ambasador la împăratul Carol al V-lea.
Cranmer și-a întâlnit a doua soție, Margareta, rudă prin alianță cu savantul luteran Andrea Osiander, pe când își petrecea vara anului 1532 la Nürnberg.

## Arhiepiscop sub Henric al VIII-lea (1533-1547)
În ianuarie 1533 regele Henric al VIII-lea a descoperit că Anne Boleyn, femeia pe care și-o dorea ca soție, era însărcinată. Aceasta a sporit urgența divorțului regelui, care s-a căsătorit în secret pe la sfârșitul lunii.
Pe 30 martie 1533 Cranmer a fost numit arhiepiscop de Canterbury, la moartea lui Warham. Cranmer a fost ales de Henric pentru a-i susține politicile și a găsi soluții la probleme sale. Această numire făcută de Henric în lipsa acordului papal arată că își pierduse speranța de a obține divorțul din partea Romei.
Cranmer și-a adus cu sine soția, Margareta, când a devenit arhiepiscop, dar i-a păstrat prezența discretă pentru a nu deveni evidentă încălcarea regulii celibatului clerical.
În luna mai Cranmer a declarat nulă căsătoria lui Henric cu Caterina de Aragon și pe Anne Boleyn soția legală a acestuia. Făcând aceasta, Cranmer acționa direct împotriva poruncii papei. În septembrie, Anne a dat naștere celei de-a doua fiice a lui Henric, prințesa Elisabeta, al cărei naș a devenit Cranmer.
Sub Henric, Cranmer a reușit să ducă la îndeplinire unele măsuri care au dus pe parcurs la reforma Bisericii Anglicane. Printre acestea se numără Cele zece articole, care enumerau reformele cu multă politețe; de exemplu, se spunea nu că doctrina transsubstanțierii ar fi incorectă, ci că s-ar putea să fie. În 1538 Cranmer a condamnat vederile lui John Lambert, când acesta a negat transsubstanțierea. Lambert a fost ars pe rug, dar Cranmer i-a adoptat mai târziu vederile.
Cranmer s-a opus de asemenea Celor șase articole ale lui Henric, care reafirmau celibatul clerical.
Actul desființării mănăstirilor din Anglia i-a adus lui Cranmer importante beneficii, precum cele ale mănăstirii de maici de la Arthington⁠(en)[traduceți].

## Arhiepiscop subEduard al VI-lea(1547-1553)
La moartea lui Henric în 1547, Cranmer a devenit un sfătuitor indispensabil al fiului și succesorului acestuia, Eduard al VI-lea, care, copil fiind, fusese crescut cu vederi protestante.
În timpul domniei lui Eduard, Cranmer a finalizat marea lucrare liturgică pe care o începuse în timpul domniei lui Henric, scriind o liturghie cu caracter protestant în limba engleză. Book of Common Prayer, așa cum a ajuns să fie cunoscută, era mult influențată de teologi continentali, cum ar fi Petru Martirul, Martin Bucer (ambii invitați și găzduiți de Cranmer în Anglia) și Hermann de Wied (arhiepiscop de Köln, a cărui Consultatio a fost sursa a numeroase elemente ale cărții lui Cranmer). Cranmer a fost responsabil pentru primele două ediții ale Cărții de rugăciune obștească. Prima ediție, din 1549, era relativ conservatoare, deși plină de inimitabila proză cranmeriană. A doua ediție, din 1552, a fost mai radicală, reducând cu mult elementul sacrificial în euharistie, înlăturând cele mai multe rugăciuni pentru morți și numeroase ceremonii. Cartea de rugăciune comună pe care Biserica Angliei o utilizează și acum în mod oficial a fost tipărită în 1662.
Cranmer a încurajat distrugerea icoanelor, activitate pe care mai târziu a descris-o drept „vesele întruniri”.
Îngrijorat de nevoia de predicare elocventă și de lipsa unor clerici educați, a compilat și scris prima Carte de omilii, la fel ca și Cele patruzeci și două de articole care rezumă doctrina anglicană. Acestea, în general, au condus Biserica Angliei într-o direcție mai protestantă. Cele treizeci și nouă de articole, bazate pe cele patruzeci și două și adoptat în timpul domniei Elisabetei I, sunt încă recunoscute ca parte a tradiției anglicane pe care clericii din unele Biserici naționale din Comunitatea anglicană jură să o susțină.

## Ultimii ani (1553-1556)
Eduard al VI-lea a murit în 1553, fiind urmat la tron de sora sa vitregă, Maria I. Maria era fiica primei soții a lui Henric, Caterina de Aragon, o prințesă spaniolă, și fusese crescută în credința romano-catolică. În acord cu credințele sale catolice, ea a început procesul contrareformei.
Pe 14 februarie 1556, Cranmer, ca protestant, a fost înlăturat din funcție, închis și acuzat de trădare. Cranmer, la urma urmei, fusese responsabil pentru înlăturarea mamei Mariei, Caterina de Aragon. A fost judecat și condamnat, dar regina i-a cruțat viața. Totuși, în continuare judecat pentru erezie și găsit vinovat, a făcut câteva retractări, așa cum a mărturisit mai târziu, pentru a evita execuția. În ciuda acestor retractări care ar fi trebuit să-l absolve conform Legii ereziei promulgată de Maria, el a fost condamnat la moarte prin ardere pe rug. Maria îl cruțase anterior, iar el cu greu a ajuns la hotărârea lui Northumberland, sfătuitorul lui Eduard, de a o înscăuna în schimb pe lady Jane Grey, deși în cele din urmă a încuviințat proclamația.
Potrivit lui John Foxe, pe 21 martie 1556, Cranmer a fost condus în procesiune în Biserica St. Mary, Oxford, unde urma să facă o declarația publică a retractărilor sale. În schimb, Cranmer și-a retras retractările și a denunțat din amvon doctrina catolică și pe papă, spunând, conform relatărilor, "cât despre papă, îl refuz, ca dușman al lui Cristos și anticrist, cu toată învățătura sa falsă". După aceasta Cranmer a fost luat ca să fie ars pe rug.
Atunci Cranmer a fost legat cu un lanț de fier și i s-a dat foc. Când s-a aprins lemnul și focul a început să ardă lângă el, și-a întins dreapta, cu care semnase retractarea, în flăcări, ținând-o acolo ca oamenii să o poată vedea arzându-se în scrum înainte ca trupul să-i fie atins. Pe scurt, a fost atât de răbdător și constant în mijlocul torturilor, că părea că nu se mișcă mai mult decât rugul de care fusese legat; ochii îi erau ridicați spre ceruri și de multe ori a zis, atât cât i-a îngăduit vocea, "nevrednică mână dreaptă!" și de multe ori folosind cuvintele lui Ștefan, "Doamne Isuse, primește-mi duhul", până ce, repeziciunea flăcărilor aducându-l la tăcere, și-a dat duhul. (John Foxe, Cartea martirilor)
Anterior fuseseră arși în același loc episcopii Ridley și Latimer, pe 16 octombrie 1555. Aceste trei martiraje în Oxford sunt comemorate la Memorialul Martirilor, datând din vremea reginei Victoria.